# 574. pehotni polk (Wehrmacht)
Za druge 574. polke glejte 574. polk.
574. pehotni polk (izvirno nemško Infanterie-Regiment 574) je bil eden izmed pehotnih polkov v sestavi redne nemške kopenske vojske med drugo svetovno vojno.

## Zgodovina
Polk je bil ustanovljen 25. oktobra 1940 kot polk 13. vala na področju Belgerna iz delov 515. in 513. pehotnega polka; polk je bil dodeljen 304. pehotni diviziji.
14. četa je bila ustanovljena 29. julija 1942, 13. četa pa decembra istega leta.
15. oktobra 1942 je bil polk preimenovan v 574. grenadirski polk.